# Èsgaroth
Èsgaroth, també coneguda com la Ciutat del Llac, és una ciutat fictícia que apareix als textos de J. R. R. Tolkien, a la novel·la d'El hòbbit, que té una importància cabdal en el viatge que fa en Bilbo Saquet amb en Thorin i la companyia per alliberar la Muntanya Solitària, on habita l'Smaüg.

## Història
Per la seva ubicació geogràfica, la Ciutat del Llac era una important base del comerç regional i interegional. La conca del riu Cèlduin li permetia comerciar amb el sud i amb les regions a l'oest de la mar de Rhûn, a través del Riu del Bosc amb els elfs de Thrànduil i també amb les valls del nord-oest dels límits del Bosc Llobregós. I "[…] quan la Vall del Nord era rica i pròspera..." els habitants de la ciutat "[...]havien estat poderosos homes de fortuna; enormes flotes de vaixells havien poblat aquelles aigües, i alguns portaven or i altres guerrers amb armadures, i allà s'hi havien conegut guerres i fites que ara eren només una llegenda..."
Així com la Ciutat de la Vall, se'n sap poca cosa sobre l'origen de la ciutat, però sí qui va construir-la: els homes del nord, descendents dels Èdain que poblaren tota la regió durant la Primera Edat i que constituïren innombrables tribus, pobles i regnes, dels quals el Regne de Rhovànion, a la Tercera Edat, n'era una mostra. Aquests pobles van assentar-se, bàsicament, als límits del Bosc Llobregós i a la vora dels dos grans rius de la regió, el Cèlduin i el Carnen, i a les planes que hi havia entre els dos rius. A més a més, les llengües dels homes del nord, com la llengua dels homes d'Èsgaroth, "[…] estaven emparentades amb l'adûnaic, i algunes conservaven encara certa semblança amb la llengua comuna..."
Ara bé, els homes del nord comptaven amb una immillorable posició geogràfica per estendre's comercialment i econòmica, però la pregunta que sorgeix és "des de quan?" Si se suposa que l'assentament probablement va ser durant les acaballes de la Segona Edat, que és el moment en què en Sàuron, vençut, deixa la Terra Mitjana, cosa que suposa una tranquil·litat més gran per a la regió, però la regió havia estat pràcticament arrasada i només havien sobreviscut petits pobles al llarg dels límtis del Bosc Llobregós i a la conca del riu Cèlduin, coneguts com "els homes lliures del nord".
Durant els primers segles de la Tercera Edat la regió formava part d'una mena de protectorat de Góndor i en especial després de la derrota que Rómendacil I propinà als homes de l'est. Aquest fet, possiblement, va permetre el desenvolupament d'una ciutat poderosa de comerciants al Llac Llarg, atès que la influència de Góndor pogué ser determinant perquè aquest poble deixés la vida rural, característica dels homes del nord, i aprenguessin de la gent de Góndor construir vaixells, aprofitant els avantatges geogràfics d'on es trobaven.
L'assentament del Rei Thrànduil al nord del Bosc Llobregós (cap al 1100 TE) contribuí també al desenvolupament d'Èsgaroth, amb l'ús del Riu del Bosc com a via de comerç entre els elfs silvans i els homes del llac, i amb viaranys i camins que travessaven el Bosc i s'unien a Èsgaroth. És possible que d'aquesta època datés l'antiga i més gran ciutat, de la qual només es veien les restes en temps de baixada de les aigües.
La Gran Pesta del 1636 i la successiva onada d'atacs dels aurigues van damnar el domini de Góndor a la regió. Amb la mort de Nàrmacil II, el Regne del Sud perdé tots els seus territoris orientals, deixant la ciutat aïllada i desprotegida, només el comerç amb els elfs silvans va sobreviure a la catàstrofe econòmica. La regió pràcticament va quedar despoblada o bé fou ocupada pels homes de l'est. Tot i així va haver-hi un altre moment d'esplendor de la ciutat, durant els anys en què els nans ocuparen Erèbor, quan el tràfic comercial fou molt intens amb el nord, es reprengué amb l'oest i amb el sud.
Ara bé, l'any 2770 l'important comerç amb els nans d'Erèbor va acabar quan l'Smaüg va prendre el poder de la Muntanya Solitària. Èsgaroth va sobreviure, però va perdre's el contacte amb els mercats del nord, en especial amb la Vall, que fou destruïda pel drac i els seus supervivents es refugiaren a la Ciutat del Llac. L'any 2941, però, quan Thorin i la companyia arribaren a Erèbor, l'Smaüg, mogut per la ira, en no poder descobrir l'amagatall dels nans, atacà Èsgaroth, que quedà destruïda. Aquesta acció significà la fi del drac, atès que Bard l'Arquer va travessar-lo amb la Fletxa Negra al lloc més felbe de la seva cuirassa, i el matà. La ciutat fou reconstruïda pels supervivents i recuperà la prosperitat d'antuvi, gràcies, en part, a les riqueses d'Erèbor. Després dels esdeveniments dEl hòbbit, s'uní als nous dominis de la Vall. Poc se'n parla ja de la participació de la Ciutat del Llac durant la Guerra de l'Anell, però se suposa que va contribuir als exèrcits d'homes i de nans que venceren Khamûl a la Batalla de la Ciutat de la Vall.